# Georges Anglade
Pour les articles homonymes, voir Anglade (homonymie).
Georges Anglade est un géographe, homme politique et écrivain haïtien, né le 18 juillet 1944 à Port-au-Prince et mort dans la même ville le 12 janvier 2010.
Opposant farouche au régime de la famille Duvalier, il est exilé à deux reprises pour ses convictions politiques, en 1974 et 1991. Il passe une grande partie de sa vie adulte en exil au Québec, où il participe la fondation du département de géographie de l'Université du Québec à Montréal. À compter des années 1990, il publie plusieurs ouvrages de lodyans, des contes haïtiens. Après sa retraite de l'enseignement, il partage son temps entre l'écriture et la politique, agissant à l'occasion à titre de conseiller du président haïtien René Préval. Il est mort lors du tremblement de terre qui a frappé Haïti en janvier 2010.

## Biographie
En 1962, il commence ses études à l'École normale de Port-au-Prince, puis obtient en 1965 une licence en droit et un diplôme de Sciences sociales, à la Faculté de droit de Port-au-Prince. Il quitte alors Haïti pour la France, en raison de son opposition à la dictature des Duvalier, père et fils. Entre 1965 et 1969, il prépare ainsi un doctorat de troisième cycle au Centre de géographie appliquée de Strasbourg, et y obtient également une licence ès lettres. En 1968 et 1969, il est en outre professeur à l'Institut de démographie de Strasbourg.
En septembre 1969, il s'installe à Montréal, au Québec, et participe à la fondation de l'Université du Québec à Montréal (UQAM), où il occupe un poste de professeur de géographie sociale, jusqu'à sa retraite de l'enseignement en 2002.

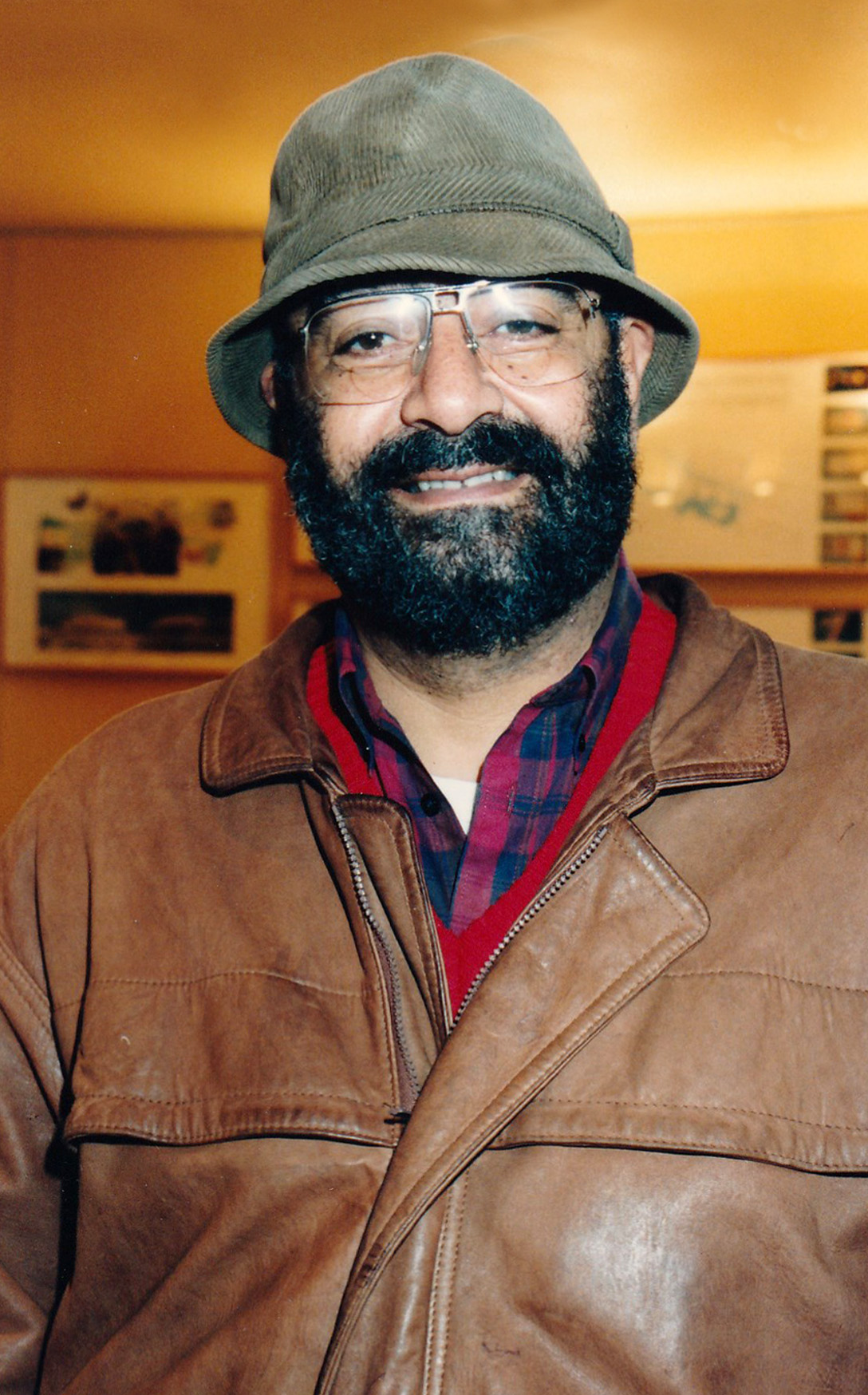
Georges Anglade au Festival international de géographie en 1993.

Il continue à s'opposer aux autorités haïtiennes et est emprisonné en 1974, exilé deux fois en 1974 et 1991 et plusieurs fois menacé de mort. Dans les années 1980, il fonde, à Montréal, le Mouvement haïtien de solidarité (MAS), puis rédige en 1990 un manifeste, La Chance qui passe, appel à la démocratie en Haïti. Dans les années 1990, il est conseiller et ministre des travaux publics dans les gouvernements de Jean Bertrand Aristide et René Préval. En 1994, il préside la Conférence Politique Internationale de Miami, qui initie le retour à la démocratie en Haïti.
En 1996, il est nommé associé à la recherche à l'Université de Berkeley, en Californie, puis il retourne à Montréal.
Après sa carrière gouvernementale, il a accentué son activité littéraire, axée sur les lodyans, qu'il a théorisé tout en écrivant des récits de ce genre.
En 2010, il meurt, ainsi que sa femme Mireille Neptune, lors du tremblement de terre d'Haïti de 2010 alors qu'il était sur place pour participer au 2e festival Étonnants Voyageurs.
Ils sont les parents de l’ancienne cheffe du Parti libéral du Québec Dominique Anglade.

## Œuvres
(liste non exhaustive)
Voir les ouvrages de l'auteur diffusées dans Les Classiques des sciences sociales.
Lien: http://classiques.uqac.ca/contemporains/anglade_georges/anglade_georges.html.

### Lodyans (contes narratifs)
- Georges Anglade, Les blancs de mémoire : lodyans, Montréal, Boréal, 1999, 214 p. (ISBN 978-2-89052-969-4)
- Georges Anglade, Ce pays qui m'habite : lodyans, Outremont  Québec, Lanctôt, 2002, 122 p. (ISBN 978-2-89485-240-8)
- Georges Anglade, Leurs jupons dépassent : lodyans, Outremont, Québec, Lanctôt, 2004, 134 p. (ISBN 978-2-89485-265-1)
- Georges Anglade, Et si Haïti déclarait la guerre aux USA? : fiction, Montréal, Ecosociété, 2004, 95 p. (ISBN 978-2-923165-02-8)
- Georges Anglade, Rire haïtien : les lodyans de Georges Anglade : Haitian laughter : a mosaic of ninety miniatures in French and English, Coconut Creek, FL, Educa Vision, 2006, Éd. bilingue éd., 398 p. (ISBN 978-1-58432-359-4, lire en ligne)

### Essais
- Georges Anglade, L'espace haïtien, Montréal, Presses de l'Université du Québec, 1974 (ISBN 978-0-7770-0115-8)
- Georges Anglade, Mon pays d'Haïti, Montréal / Port-au-Prince, Presses de l'Université du Québec / Éd. de l'Action sociale, 1977, 112 p. (ISBN 978-0-7770-0197-4)

- Georges Anglade, Espace et liberté en Haïti, Montréal, ERCE & CRC, 1982 (ISBN 978-2-920418-01-1)
- Georges Anglade, Atlas critique d'Haïti, Montréal, Université du Québec à Montréal,  Groupe d'études et de recherches critiques d'espace, 1982 (ISBN 978-2-920418-00-4)
- Georges Anglade, Cartes sur table, Port-au-Prince / New York, Éditions Henri Deschamps, coll. « Études et recherches critiques d'espace », 1990 (ISBN 978-2-920418-06-6)
- Georges Anglade, La chance qui passe, Port-au-Prince, Opération Lavalas, 1990
- Georges Anglade, Chronique d'une espérance, Port-au-Prince, L'Imprimeur II, 2008 (ISBN 978-99935-94-04-8)[4]

## Distinctions
- 1999 : Mention d'honneur au Prix José Martí, de l'UNESCO